# Shelley Hennig
Shelley Catherine Hennig (n. 2 ianuarie 1987) este o actriță americană, câștigatoarea concursului de frumusete Miss Teen USA 2004. Ea a jucat-o pe Stephanie Johnson în Days of Our Lives și pe programul CW în serialul The Secret Circle în rolul lui Diana Meade. A mai jucat  rolul Maliei Tate în Teen Wolf.

## Viață și carieră

### Adolescență și concursuri

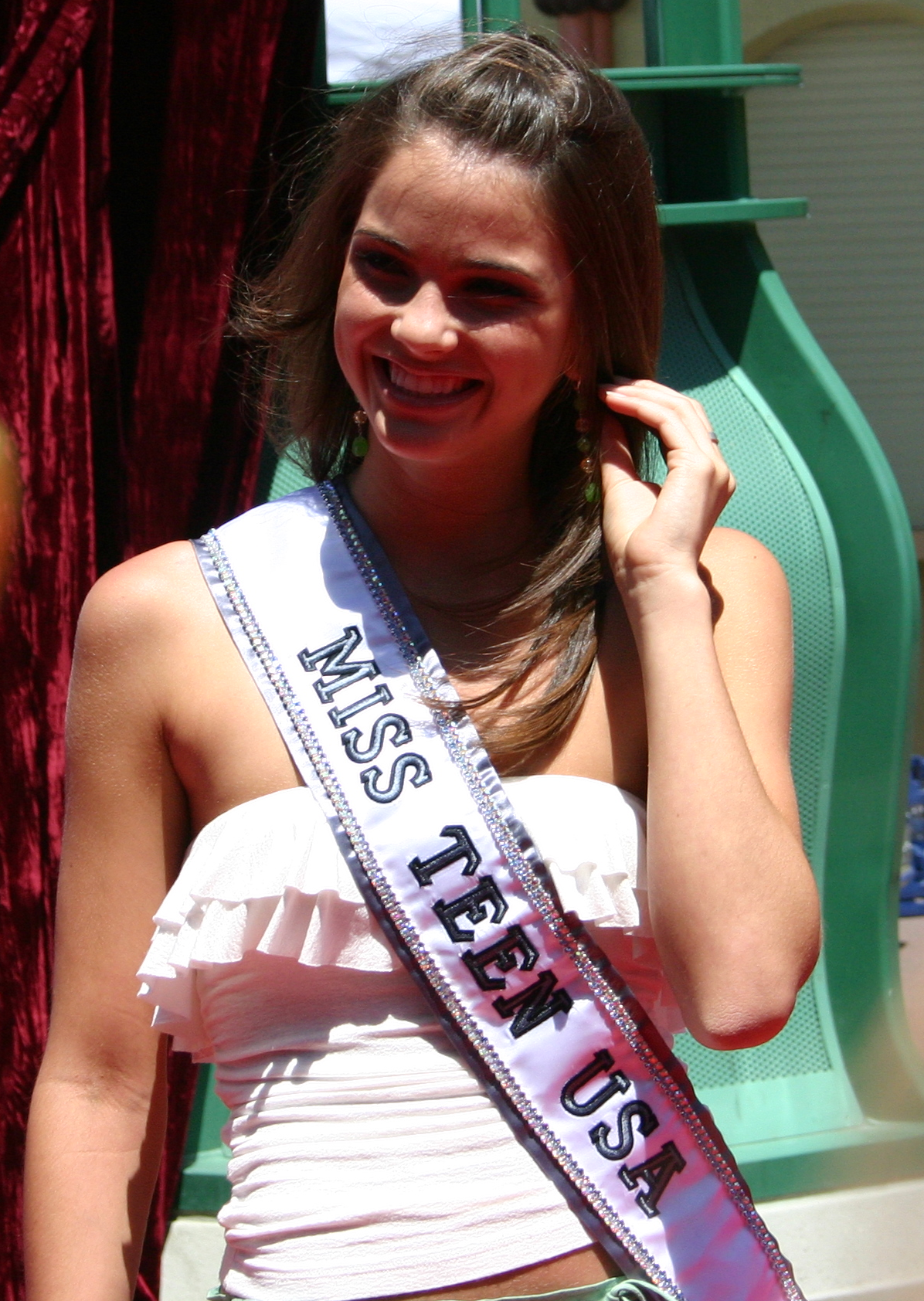
Hennig facându-și apariția la câteva zile dupa câștigarea titlului Miss Teen USA pe 7 august 2004

Hennig a fost născută în Destrehan, Louisiana, a fost fiica lui Cathy Distefano Gosset și Glenn H. Hennig, Sr. A câștigat Miss Louisiana Teen USA 2004 la un concurs de frumusețe organizat în Lafayette, Louisiana, în noiembrie 2003. Asta a fost prima oară când a participat la un concurs de frumusețe. În august, Hennig a reprezentat Louisiana la concursul de frumusețe  Miss Teen USA 2004 organizat în Palm Springs, California. A câștigat titlul de Miss Teen USA, devenind prima câștigătoare din Louisiana și prima fată care a câștigat un titlu național de când Ali Landry a fost Miss USA 1996. Câștigurile ei la Miss Teen USA au inclus un contract de un an în modeling, cu Agenția Trump Modeling, și o bursa școala la Conservatoriul New York pentru Arte Dramatice.
Ca și Miss Teen USA, Hennig a reprezentat Organizația Miss Univers.  „Surorile” ei câștigătoare de titluri au fost  Jennifer Hawkins (Miss Universe, a  Australiei) și Shandi Finnessey (Miss USA, din Missouri), împreună cu ele și-a făcut aparențele, incluzând și o excursie în Bangkok, Thailanda. În perioada ei de domnie Hennig a făcut numeroase apariții la televizor și discursuri în public, incluzând o apariție ca invitat în opera soap de pe programul NBC Passions, fiind o parte din pachetul ei cu surprize. Hennig de asemenea a lucrat cu un număr mare de organizații non-profit, incluzând Seeds of Peace, D.A.R.E., Sparrow Clubs și SHINE.
Domnia ei s-a încheiat în 8 august 2005 când a încoronat-o pe Allie LaForce  din Ohio ca și noua Miss Teen USA.

### Educație și Muncă
Hennig a fost la Destrehan High School unde a fost numită  "Student Academic Excelent". Ea este o dansatoare buna, având multe câștiguri la concursuri de dans.. De asemenea, îî place să scrie, 2 poeme de ale ei au fost publicate în Young Authors Book of Poetry.
Cu 3 ani dinainte să câștige titlul Miss Teen USA, unul dintre frații ei mai mari a fost ucis într-un accident de mașină (alcoolul fiind cauza). Hennig a devenit un avocat împotriva folosiri alcoolului minorilor. A lucrat împreună cu o organizație locala non-profit din Louisiana numita 'C.A.D.A' (Consiuliu despre alcool si abuz de droguri), informând colegii și alți tineri despre impacturi și consecințe ale drogului si abuzului de alcool.

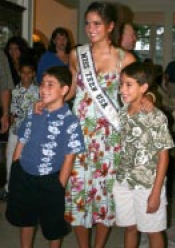
Hennig în turul USO în Guantanamo Bay Naval Base, 2005

Dupa ce și-a abandonat coroana, Hennig a participat la Reality show-ul MTV unde și-a propus să-și câștige propriul ei show, Dupa Coroană dar a fost eliminată. Ea a găzduit concursul de frumusețe Miss Teen USA 2008 pe 16 august 2008 împreuna cu co-gazda Seth Goldman.

### Cariera de actorie
Pe 20 Aprilie,2007, Hennig s-a alăturat echipei de actori din  Days of Our Lives în rolul lui Stephanie Johnson. În 2010 a fost nominată pentru  37th Daytime Emmy Awards ca Outstanding Younger Actress în categoria serialelor de dramă  Pe 18 ianuarie 2011, Hennig a anunțat că va părăsi Days of Our Lives. A fost citată în Soap Opera Digest spunând: 
Din 2011 în 2012, a jucat rolul caracterului major Diana Meade în serialul TV The Secret Circle bazat pe cărțile scrise de L.J Smith. În  11 mai 2012, a fost anunțat că serialul nu va avea un al doilea sezon. Atunci ea a apărut în serialul MTV Zach Stone Is Gonna Be Famous în rolul lui Christy. Pe 27 iunie 2013 a fost anunțat ca show-ul a fost, de asemenea, anulat dupa primul sezon.
Hennig în prezent are un rol în serialul MTV Teen Wolf în rolul lui Malia Tate. A fost promovata să apară regulat în serial în sezonul 4.
De asemenea a apărut în videoclipul melodiei făcute The Band Perry numit "Gentle on My Mind" lângă actorul din The Hunger Games, Alexander Ludwig.

## Filmografie

### Filme
| Anul | Titlul     | Rolul          | Notițe          |
| ---- | ---------- | -------------- | --------------- |
| 2014 | Ouija      | Debbie Galardi |                 |
| 2015 | Unfriended | Blaire Lily    |                 |
| 2015 | Scout      | Melinda Riley  |                 |
| 2015 | Still Life | Lily Hunter    | Post-production |

### Televiziune
| Anul      | Titlul                        | Rolul             | Notițe                                            |
| --------- | ----------------------------- | ----------------- | ------------------------------------------------- |
| 2007–11   | Days of Our Lives             | Stephanie Johnson | 465 episoade                                      |
| 2011–12   | The Secret Circle             | Diana Meade       | Actor principal                                   |
| 2012      | Friend Me                     | Isabelle          | 1 episod: "Evan Is Now Friends with Lucy"         |
| 2013      | Justified                     | Jackie Nevada     | 1 episod: "Money Trap"                            |
| 2013      | Zach Stone Is Gonna Be Famous | Christy Ackerman  | Actor secundar                                    |
| 2014      | Blue Bloods                   | Maya              | 1 episod: "Insult to Injury"                      |
| 2014      | Friends with Better Lives     | Molly             | 1 episod: "Yummy Mummy"                           |
| 2014–2017 | Teen Wolf                     | Malia Tate        | Recurring (seazon 3); Main cast (sezon 4–prezent) |

### Videoclipuri muzicale
| Anul | Melodia           | Rolul | Cântărețul       |
| ---- | ----------------- | ----- | ---------------- |
| 2014 | Gentle On My Mind | Fată  | "The Band Perry" |

## Premii
| Anul | Premiul             | Categoria                   | Locul de muncă    | Rezultat |
| ---- | ------------------- | --------------------------- | ----------------- | -------- |
| 2010 | Daytime Emmy Awards | Outstanding Younger Actress | Days of Our Lives |          |
| 2012 | Daytime Emmy Awards | Outstanding Younger Actress | Days of our Lives |          |